# Maria Pawlikowska-Jasnorzewska
Maria Teresa Pawlikowska-Jasnorzewska (rojena Kossak), poljska pesnica in dramatičarka, zaradi svoje lirske poezije nosi vzdevek »poljska Sapfo«. * 24. november 1891, Krakov, † 9. julij 1945, Manchester.

## Življenje
Maria Janina Teresa Kossak je bila hči poljskega slikarja Wojciecha Kossaka. Oba starša sta izhajala iz plemiških rodbin, njihov družinski dom pa je služil kot mesto za srečevanje mnogih vplivnih umetnikov. Tako je Pawlikowska-Jasnorzewska imela tesen stik z umetnostjo in dobila vpogled v življenje literatov. Živela je dokaj nekonvencionalno, saj je precej potovala po Evropi, Afriki in Turčiji, kar je tudi vplivalo na njena dela, in bila trikrat poročena. Za svoja dela je prejela literarno nagrado mesta Krakov in zlato lovoriko Poljske akademije književnosti. Ko je leta 1939 izdala delo Baba-Dziwo, v katerem je ostro kritizirala Hitlerjev totalitarizem, je emigrirala najprej v Francijo, kasneje pa v Anglijo, kjer je leta 1945 umrla za rakom. Sodelovala je z mnogimi umetniki, med drugim s formisti in predstavniki skupine Skamander.

## Delo
V njenih delih ima pomembno vlogo ljubezen, ki jo pesnica predstavlja na neposreden in naraven način, hkrati pa v dela vpeljuje ozračje vsakdanjosti. Posveča se pesniški obliki miniature, v katero rada vpelje paradokse in nepričakovane preobrate. V njenem zgodnjem obdobju prevladuje lahkotna poezija z občasnimi duhovitimi vložki. Kasneje se začnejo v njenih delih pojavljati motivi minevanja, staranja, smrti; želi se upreti naravi, čeprav jo le-ta fascinira. Povezano s tem je tudi njeno zanimanje za spiritualizem in magijo. Takrat se oddalji od tradicionalnih pesniških oblik in se približa fragmentarnosti. Pred vojno prav tako v svojih dramskih delih piše o ljubezni in enakopravnosti znotraj nje, o naravnih silah, o starosti. Zanimanje vzbujajo njene metaforične drame. Po izbruhu vojne se v njenih delih pojavijo protivojne tematike, katastrofična predvidevanja in motiv hrepenenja po domovini.

## Poezija
- Niebieskie migdały. (Krakov, 1922)

- Różowa magia. Poezje. (Krakov, 1924)

- Pocałunki. (Varšava, 1926)

- Dancing. Karnet balowy. (Varšava, 1927)

- Wachlarz. Zbiór poezyj dawnych i nowych. (Varšava, 1927)

- Cisza leśna. (Varšava, 1928)

- Paryż. (Varšava, 1929)

- Profil białej damy. (Varšava, 1930)

- Surowy jedwab. (Varšava, 1932)

- Śpiąca załoga. (Varšava, 1933)

- Balet powojów. (Varšava, 1935)

- Krystalizacje. (Varšava, 1937)

- Szkicownik poetycki. (Varšava, 1939)

- Róża i lasy płonące. (London, 1940)

- Gołąb ofiarny. Zbiór wierszy. (Glasgow, 1941)

- Ostatnie utwory. (London, 1956) Zbral in uredil Tymon Terlecki – izbrana zadnja dela pesnice, izdana po njeni smrti.

- Etiudy wiosenne. (Varšava, 1976) – Neobjavljena dela iz mladosti.

- Pocałunki. (Varšava – Rzeszów, 2008)

- Moja siostra poetka. (Varšava, 2010) – Izbor neobjavljenih pesmi, ki jih je zbrala Magdalena Samozwaniec, ter zgoščenka, na kateri Samozwaniec deklamira osem pesmi svoje sestre-pesnice.

- Wojnę szatan spłodził. Zapiski 1939–1945. (Varšava, 2012) – Medvojni dnevnik pesnice, ki ga je uredil Rafał Podraza.

## Drame
- Szofer Archibald. Komedija v treh aktih, uprizoritev: Varšava, Teatr Mały, 1924, tisk: »Świat«, 1924.

- Kochanek Sybilli Thompson. Fantazija prihodnosti v treh aktih, uprizoritev: Krakov, Teatr im. J. Słowackiego, 1926.

- Bracia syjamscy. Verzificirana komedija v treh aktih.

- Egipska pszenica. Delo v treh aktih, uprizoritev: Krakov, Teatr im. J. Słowackiego, 1932.

- Powrót mamy. Komedija v treh aktih, uprizoritev: Varšava, Teatr Nowy, 1935.

- Mrówki (myrmeis). Delo v treh aktih, uprizoritev: Krakov, Teatr im. J. Słowackiego, 1936.

- Rezerwat. Farsa v treh aktih, uprizoritev: TV 1968, tisk: »Dialog« 1979/3.

- Zalotnicy niebiescy. Delo v treh aktih, uprizoritev: Varšava, Teatr Mały, 1933; izdano v Krakovu, 1936.

- Dowód osobisty. Komedija v treh aktih, uprizoritev: Varšava, Teatr Nowy, 1936.

- Nagroda literacka. Komedija v štirih aktih, uprizoritev: Varšava, Teatr Nowy, 1937.

- Baba-Dziwo. Tragikomedija v treh aktih, uprizoritev: Krakov, Teatr im. J. Słowackiego 1938, tisk: »Dialog«, 1966/10.

- Dewaluacja Klary. Komedija v treh aktih, uprizoritev: Poznanj, Teatr Polski, 1939.

- Popielaty welon. Uprizoritev: Warszawa, Teatr Narodowy, 1939.

- Biedna młodość. (Radijska igra) radio, 1936.

- Pani zabija pana. (Radijska igra) radio, 1936.

- Złowrogi portret. (Radijska igra) radio, 1937.

## Prevodi v slovenščino
- Razkošno poletje. (Dotik duha. Antologija poljske poezije 20. stoletja.)

- Svetu. (Veter davnih vrtnic. Antologija pesniških prevodov 1964–1993.)

- Fotografija. (Veter davnih vrtnic. Antologija pesniških prevodov 1964–1993.)

- Morje in mesta. (Alarm: poljska poezija 1919–1945.)

- Danes in včeraj. (Alarm: poljska poezija 1919–1945.)

- Zavist. (Alarm: poljska poezija 1919–1945.)

- Naši vrbi. (Alarm: poljska poezija 1919–1945.)

- Dve poljski pesnici. Maria Pawlikowska Jasnorzewska in Justyna Radczyńska.